# Lesley Riddle
Lesley „Esley“ Riddle (* 13. Juni 1905 in Burnsville, North Carolina, USA; † 13. Juli 1979 in Asheville, North Carolina, USA) war ein US-amerikanischer Musiker, dessen Einfluss auf die Carter Family die Country-Musik mitprägte.

## Biografie
Riddle wurde in Burnsville in North Carolina geboren. Er wuchs in Kingsport (Tennessee) nahe der Grenze zu Virginia auf.
In seiner Jugend verlor Riddle bei einem Unfall in einem Zementwerk sein rechtes Bein bis zum Knie. Bei einem Streit um eine Schusswaffe mit seinem Onkel Ed, von dem er das Gitarrespielen und etliche Blues- und Gospel-Songs lernte, verlor er zudem Mittel- und Ringfinger der rechten Hand. Derart verstümmelt entwickelte er eine eigene Picking- und Slide-Technik auf der Gitarre; daneben spielte er auch Mandoline und Klavier und sang. Bald spielte er mit anderen Musikern zusammen, darunter Blind Lemon Jefferson, Brownie McGhee und John Henry Lyons.
1928 traf Riddle A. P. Carter, den Gründer der Country-Gruppe The Carter Family, der auf der Suche nach neuen Songs unterwegs war. Riddle spielte ihm einige Stücke vor und die beiden wurden Partner und Freunde. Riddle besuchte von nun an die Carters häufig in Maces Spring, Virginia. Riddle und A. P. Carter unternahmen Reisen durch die Region, um traditionelle Lieder zu sammeln: Riddle lernte die Melodie auswendig, während Carter die Liedtexte aufschrieb.
Die Carter Family nahm eine Reihe von Liedern auf, die Riddle entweder komponiert oder von anderen gehört hatte; üblicherweise wurde A. P. Carter als Autor genannt. Zu diesen Songs gehören The Cannon Ball, Lonesome For You, The Storms Are On The Ocean, Let the Church Roll On und etliche weitere. Riddles Gitarrentechnik beeindruckte Maybelle Carter und sie integrierte Elemente davon in ihren Stil.
1937 heiratete Riddle und zog nach Rochester (New York). Er zog sich aus dem Musikgeschäft zurück und verkaufte seine Gitarre. Mitte der 1960er Jahre machte Mike Seeger, Hinweisen von Maybelle Carter und Brownie McGhee („Oh yeah, Rochester, one leg and eight fingers!“) folgend, Riddle ausfindig und überredete ihn, wieder Musik aufzunehmen. Von 1965 bis 1978 machten Riddle und Seeger eine Reihe von Aufnahmen, von denen einige 1993 veröffentlicht wurden. Riddle trat auch bei den Newport, Smithsonian und Mariposa Folk Festivals auf.
Riddle starb im Juli 1979 in Asheville, North Carolina, an Lungenkrebs. Er hatte zu keiner Zeit seinen Lebensunterhalt mit seiner Musik verdient. 1993 wurde eine Auswahl aus den Sessions mit Mike Seeger von Rounder Records als Step By Step: Lesley Riddle Meets The Carter Family: Blues, Country & Sacred Songs veröffentlicht.
Am 31. Juli 2009 feierte eine Bühnenproduktion über Riddles Leben, einschließlich seiner Zeit mit und seinem Einfluss auf die Carter Family, ihre Weltpremiere im Parkway Playhouse in Burnsville, North Carolina, Riddles Geburtsort.
2014 wurde bei Burnsville eine Gedenktafel (Historical Marker N-14) für Lesley Riddle aufgestellt.